# Molippa flavocrinata
Molippa flavocrinata är en fjärilsart som beskrevs av Paul Mabille 1896. Molippa flavocrinata ingår i släktet Molippa och familjen påfågelsspinnare. Inga underarter finns listade i Catalogue of Life.